# Стасевич Олександр Юхимович
Олександр Юхимович Стасевич (26 вересня 1888 — † 1958) — підполковник Армії УНР, викладач.
Народився 26 вересня 1888 року у м. Красностав на Холмщині.
Закінчив Псковський кадетський корпус, Михайлівське артилерійське училище у 1909 році, а пізніше 3-ї Гренадерської артилерійської бригади в Ростові. В кінці березня 1914 року вступив до Михайлівської артилерійської академії, а в черні цього ж року був приділений до 55-ї артилерійської бригади, де служив командиром 4-ї батареї цієї бригади. З 1916 по 1918 рік навчався у Михайлівській артилерійській академії, після закінчення виїхав в Україну. В червні 1917 року дістав звання капітана.
Від 1 жовтня 1918 року став помічником завідувача навчального поля Київської гарматної школи, а з 1 лютого 1919 року штаб-старшина для доручень технічної управи Головного артилерійського управління Військового міністерства УНР.
Брав участь у Українсько-Польській війні і 27 травня 1919 року попав в полон Польських військ під Тернополем. Після звільнення з полону 13 лютого 1920 року прибув у розпорядження кам'янець-подільського військового начальника. З 3 березня 1920 року був начальником постачання 4-го гарматного полку Армії УНР. На 1 квітня 1920 року став начальником з'єднаної артилерійської майстерні Армії УНР.
З 9 травня 1920 року був представником військ УНР у справах постачання артилерійського майна при штабі 6-ї польської армії. У червні 1920 року працює референтом управління постачання Військового міністерства УНР. З 4 серпня 1921 року був приділений до представника командування УНР при штабі 6-ї польської армії. У 1921 році стає начальником управління заводів і майстерень Артилерійської управи Військового міністерства УНР.
З 1923 році жив на еміграції у Скальмержице (Польща). В 1930 роках вчитель української гімназії ім. Шевченка в Каліші і діяч Українського товариства військових інвалідів Армії УНР.
Помер в Каліші у 1958 році.